# Englischer Eisenhut
Ein Englischer Eisenhut ist ein frühneuzeitlicher Eisenhuttypus aus England.

## Beschreibung
Die Eisenhüte wurden oft Hüten der zivilen Mode nachgebildet. Sie wurden weniger für den Kampfeinsatz im Krieg, sondern mehr für den täglichen Gebrauch konzipiert. Die Helme gab es in verschiedenen Versionen, je nachdem wie gerade die Mode der Zeit war. In Warwick Castle, England, sowie im Metropolitan Museum of Art, New York, sind noch erhaltene Exemplare zu finden. Zum besseren Aussehen wurden die Helme mit Stoff überzogen. Sie hatten eine Nasenschiene als Visier, die entweder durch das Lösen einer Schraube vor das Gesicht geschoben, oder mit der Hilfe eines Scharniers vor das Gesicht geklappt werden konnte. Der hier beschriebene Helm hatte einen Hutrand, der auf einer Seite aufgeklappt war. Dieser Hutrand war an die Helmglocke angenietet. Auf derselben Seite befindet sich eine metallene Hülse, die zur Aufnahme eines Federbusches diente. Die allgemeinen Eisenhüte dienten als Kriegshelm und waren schüsselförmig gearbeitet.